# Jin Xuanzong
Jin Xuanzong (金宣宗; Jīn Xuānzōng) personnamn Wanyan Xun (完顏珣; Wányán Xún), född 1163, död 1224, var den åttonde kejsaren av den jurchenledda Jindynastin i norra Kina. Jin Xuanzong regerade 1213 till 1224. Under hela kejsar Xuanzongs regeringstid var det ständiga krig både med mongolväldet i norr och Songdynastin i söder.
I september 1213 blev Jindynastins kejsare Prins Weishao mördad av rebeller ledda av Hushahu mitt under pågående krig med mongolväldet. Den då femtioåriga Wanyan Xun blev kejsare över Jindynastin, och fick postumt titeln kejsar Xuanzong. Vid tiden för maktskiftet gjorde mongolerna under ledning av Djingis khan upprepade försök att erövra Jindynastins huvudstad Zhongdu (dagens Peking). I början av 1214 lyckades Jin Xuanzong förhandla fram en förnedrande fred med Djingis khan, där han gav bort Prinsessan Qigou (歧國公主) enligt metoden "fred genom äktenskap". Efter överenskommelsen lämnade mongolerna Kina.
Efter att mongolerna lämnat landet bedömde Jin Xuanzong att huvudstaden hade ett alltför utsatt läge så nära den norra gränsen, så han beslöt att flytta huvudstaden söderut. Sommaren 1214 lämnade kejsaren och hovet Zhongdu, och flyttade in i den nya huvudstaden vid dagens Kaifeng i Henan. Djingis khan upplevde kejsarens flytt av huvudstaden som ett svek och skickade genast styrkor tillbaka till Zhongdu och från september 1214 var staden belägrad. Under Slaget om Zhongdu som varade till juni 2015 då staden gav upp och en extrem slakt och förstörelse följde.
Vid slutet av 1216 övertygades kejsar Xuanzong att anfalla Songdynastin i söder, och det första anfallet var vid Huaifloden. 1217 fortsatte kampanjen med ett avfall över Hanfloden i norra Hubei och vidare väster ut in i Sichuan. 1219 försökte Jindynastins styrkor att korsa Yangtzefloden nära dagens Nanjing, men blev besegrade med stora förluster. Parallellt med att Jin Xuanzong förde anfallskrig mot Songdynastin i söder så fortsatte mongolerna under ledning av general Mukhali under 1217 till 1221 att erövra landområden i de nordliga provinserna Shanxi, Hebei och Shandong.
I slutet av 1223 blev kejsar Xuanzong sjuk, och han dog snart därefter. En maktkamp om tronen utbröt. 26-åriga Wanyan Shouxu vann striden och tillträdde 1224 som kejsar Jin Aizong.

## Regeringsperioder
- Zhenyou (貞祐) 1213–1216[2]
- Xingding (興定) 1217–1221[2]
- Yuanguang (元光) 1221–1223[2]